# 大中山駅
大中山駅（おおなかやまえき）は、北海道亀田郡七飯町大中山1丁目にある北海道旅客鉄道（JR北海道）函館本線の駅である。駅番号はH72。電報略号はオウ。事務管理コードは▲140104。

## 歴史
長年当地には住民から駅設置の要望があり、それが汲まれる形で臨時乗降場が設置されたのが始まりである。

### 年表
- 1946年（昭和21年）12月1日：国有鉄道函館本線の大中山仮乗降場（局設定）として開業[3][4]。旅客のみ取扱い。
- 1949年（昭和24年）6月1日：日本国有鉄道法施行に伴い、日本国有鉄道（国鉄）に継承。
- 1950年（昭和25年）1月15日：旅客駅に昇格し大中山駅となる[5][3][4][2]。荷物扱い開始[5]。
- 1954年（昭和29年）7月：駅長官舎が竣工[3]。
- 1962年（昭和37年）9月4日：当駅を含む函館本線桔梗駅 -  七飯駅間が複線化[6]。前日に現下りホームが竣工し跨線橋設置[3]。
- 1984年（昭和59年）
  - 2月1日：荷物扱い廃止[7]。
  - 11月1日：無人化[8][7]。
- 1987年（昭和62年）4月1日：国鉄分割民営化により、北海道旅客鉄道（JR北海道）の駅となる。
- 1991年（平成3年）12月：駅舎改築[7]。
- 1992年（平成4年）4月1日：簡易委託廃止、完全無人化。
- 2007年（平成19年）10月1日：JR北海道の駅が駅ナンバリングを実施[9]。
- 2013年（平成25年）
  - 10月2日：旧駅舎の解体・改築工事を開始。
  - 12月12日：新駅舎の供用開始[10]。
- 2016年（平成28年）3月26日：北海道新幹線新青森駅 -  新函館北斗駅間開通に伴い、当駅を含む函館本線の五稜郭駅 -  新函館北斗駅間が電化（交流20,000 V・50 Hz）。
- 2024年（令和6年）3月16日：ICカード「Kitaca」の利用が可能となる[11][12][13]。

### 駅名の由来
当駅の所在する地名より。当地にはもともと、村内を流れる大川から名づけられた大川村と、1858年（安政5年）当時の箱館奉行所の開拓係・中島辰三郎の名字からつけられた中島村があり、その2村が合併の折、村名を大中山村としたことに由来する。

## 駅構造
相対式ホーム2面2線を有する複線区間の地上駅。転轍機を持たない棒線駅となっている。互いのホームは両ホーム北側を結んだ跨線橋で連絡している。かつては木造駅舎があった。
Kitaca対応自動改札機（磁気化券利用不可）で七飯駅管理（夜間連絡先は五稜郭駅）の無人駅。

### のりば
| 番線 | 路線      | 方向 | 行先               |
| ---- | --------- | ---- | ------------------ |
| 1    | ■函館本線 | 上り | 函館方面           |
| 2    | ■函館本線 | 下り | 新函館北斗・森方面 |

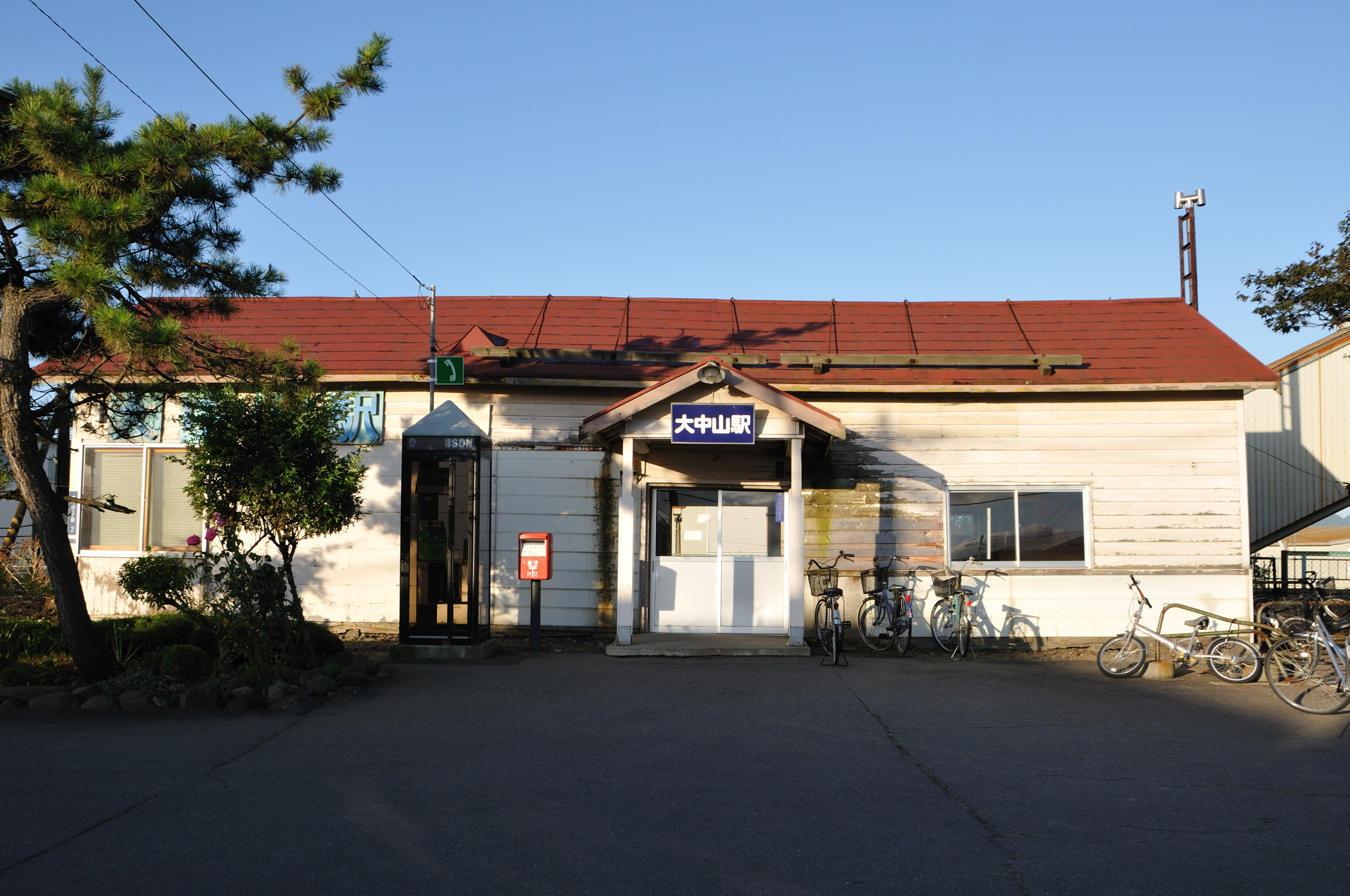
旧駅舎（2009年9月）
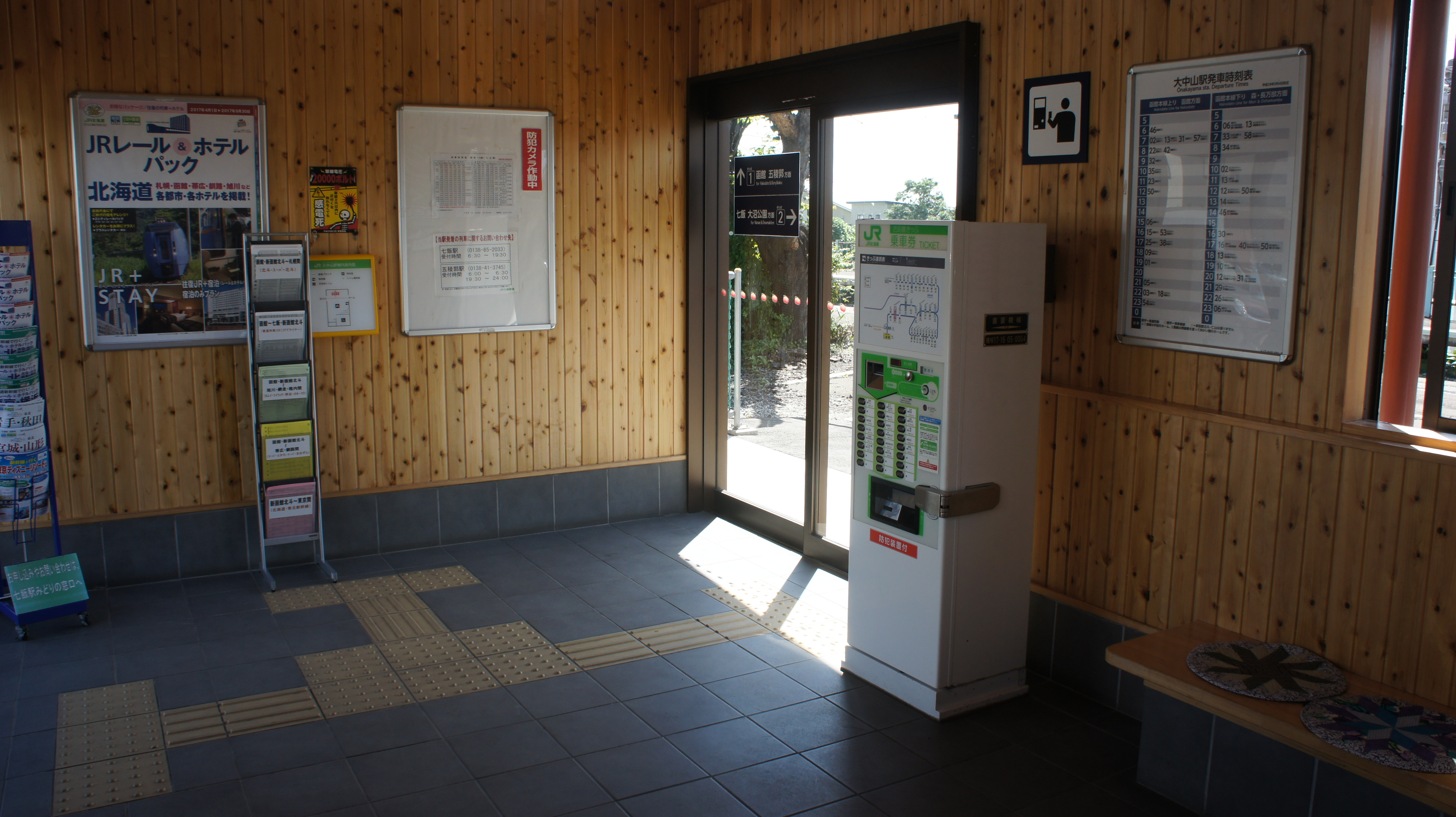
待合室（2017年8月）
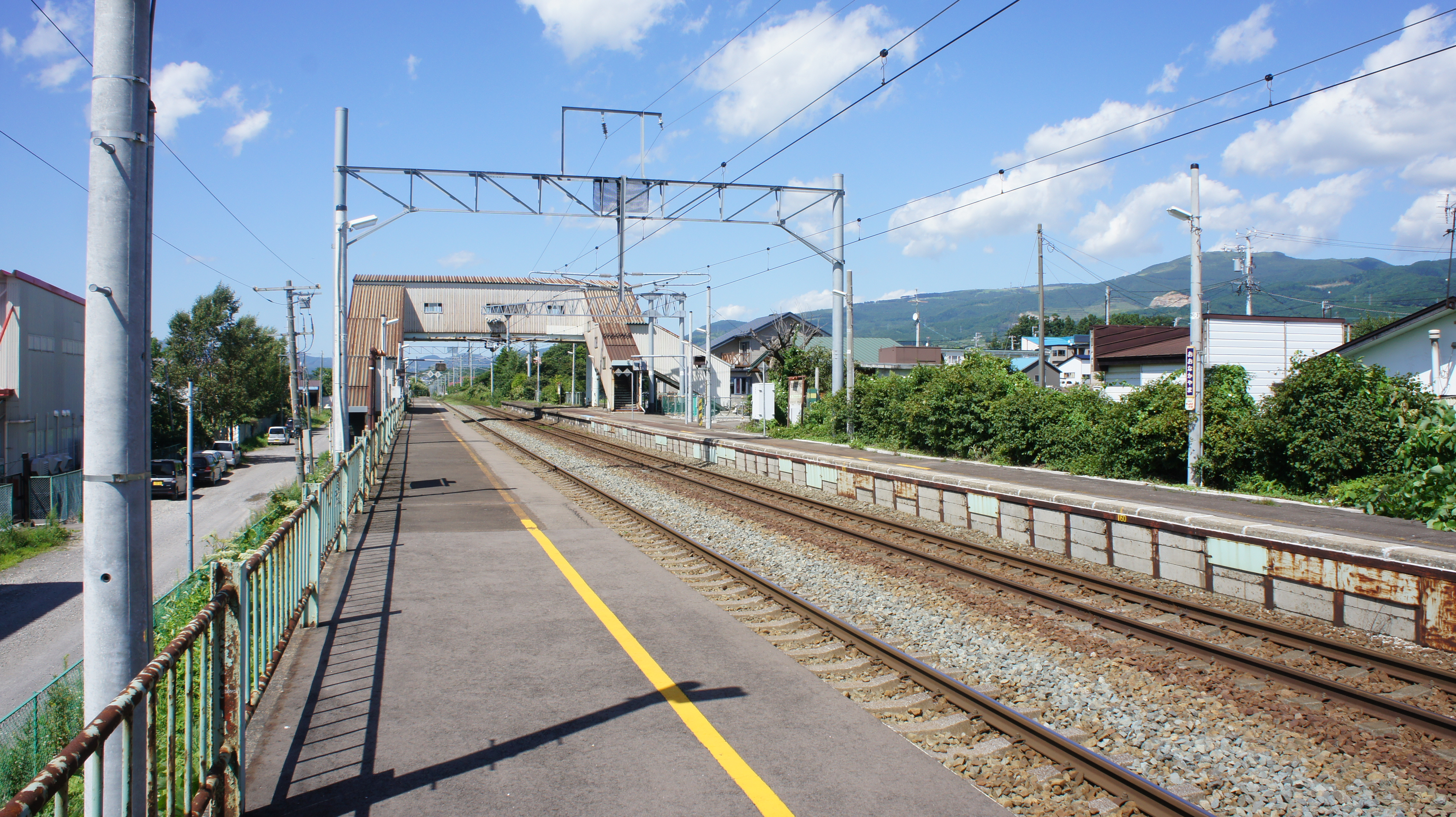
ホーム（2017年8月）
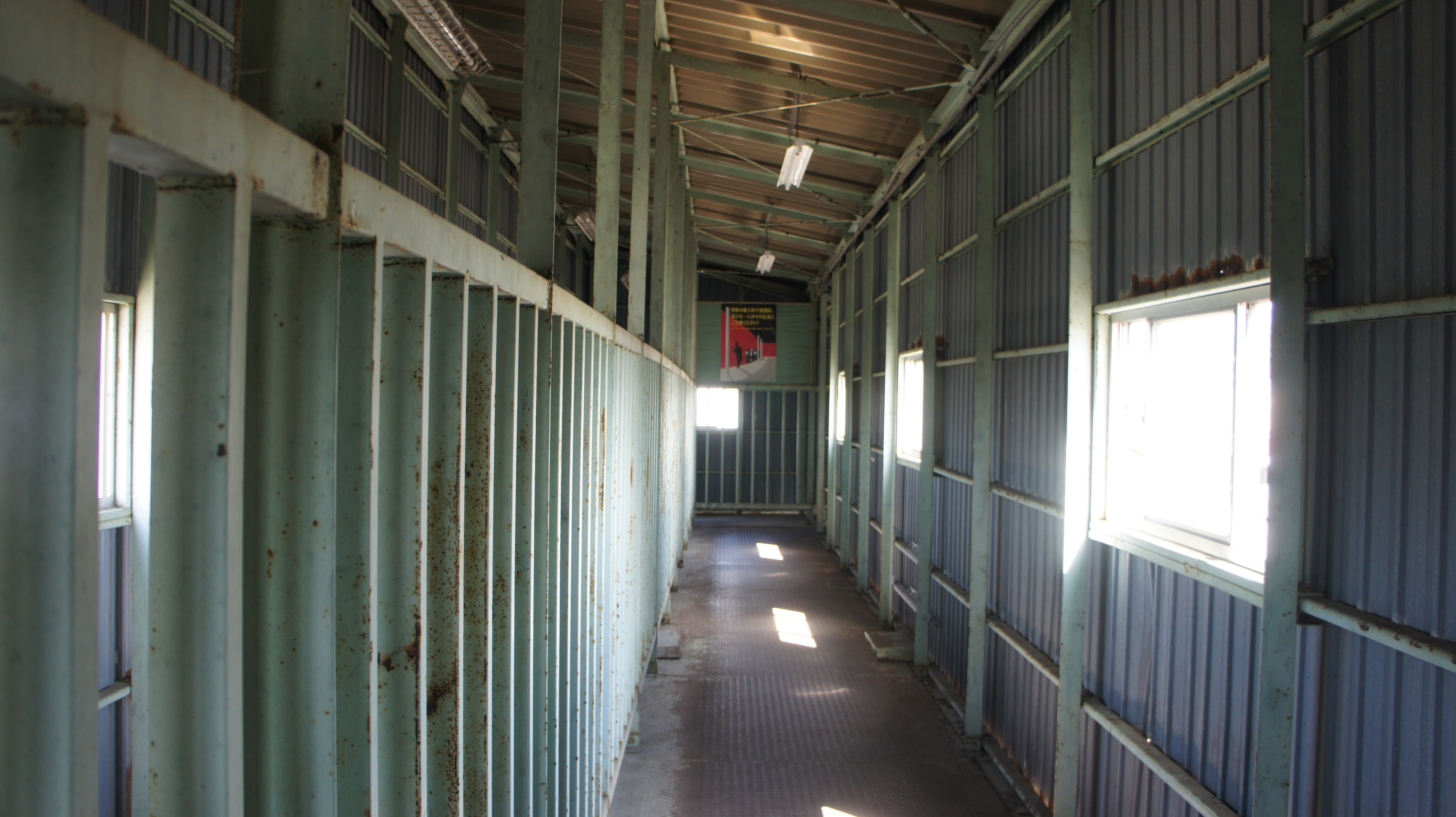
跨線橋（2017年8月）

## 利用状況
乗車人員の推移は以下の通り。年間の値のみ判明している年度は日数割で算出した参考値を括弧書きで示す。出典が「乗降人員」となっているものについては1/2とした値を括弧書きで乗車人員の欄に示し、備考欄で元の値を示す。
また、「JR調査」については、当該の年度を最終年とする過去5年間の各調査日における平均である。
| 年度               | 乗車人員（人） | 乗車人員（人） | 乗車人員（人） | 出典            | 備考                                                          |
| 年度               | 年間           | 1日平均        | JR調査         | 出典            | 備考                                                          |
| ------------------ | -------------- | -------------- | -------------- | --------------- | ------------------------------------------------------------- |
| 1949年（昭和24年） | 97,694         | (267.7)        |                | [ 3 ]           |                                                               |
| 1950年（昭和25年） | 144,624        | (396.2)        |                | [ 3 ]           |                                                               |
| 1951年（昭和26年） | 162,040        | (442.7)        |                | [ 3 ]           |                                                               |
| 1952年（昭和27年） | 164,188        | (449.8)        |                | [ 3 ]           |                                                               |
| 1953年（昭和28年） | 181,960        | (498.5)        |                | [ 3 ]           |                                                               |
| 1954年（昭和29年） | 179,212        | (491.0)        |                | [ 3 ]           |                                                               |
| 1955年（昭和30年） | 190,789        | (521.3)        |                | [ 3 ]           |                                                               |
| 1956年（昭和31年） | 197,990        | (542.4)        |                | [ 3 ]           |                                                               |
| 1957年（昭和32年） | 197,875        | (542.1)        |                | [ 3 ]           |                                                               |
| 1958年（昭和33年） | 191,125        | (523.6)        |                | [ 3 ]           |                                                               |
| 1959年（昭和34年） | 190,055        | (519.3)        |                | [ 3 ]           |                                                               |
| 1960年（昭和35年） | 171,020        | (468.5)        |                | [ 3 ]           |                                                               |
| 1961年（昭和36年） | 148,996        | (408.2)        |                | [ 3 ]           |                                                               |
| 1962年（昭和37年） | 146,589        | (401.6)        |                | [ 3 ]           |                                                               |
| 1963年（昭和38年） | 153,507        | (419.4)        |                | [ 3 ]           |                                                               |
| 1964年（昭和39年） | 159,165        | (436.1)        |                | [ 3 ]           |                                                               |
| 1965年（昭和40年） | 169,861        | (465.4)        |                | [ 3 ]           |                                                               |
| 1966年（昭和41年） | 156,861        | (429.8)        |                | [ 3 ]           |                                                               |
| 1967年（昭和42年） | 151,191        | (413.1)        |                | [ 3 ]           |                                                               |
| 1968年（昭和43年） | 158,285        | (433.7)        |                | [ 3 ]           |                                                               |
| 1969年（昭和44年） | 143,857        | (394.1)        |                | [ 3 ]           |                                                               |
| 1970年（昭和45年） | 137,637        | (377.1)        |                | [ 3 ]           |                                                               |
| 1971年（昭和46年） | 121,741        | (332.6)        |                | [ 3 ]           |                                                               |
| 1972年（昭和47年） | 125,240        | (343.1)        |                | [ 3 ]           |                                                               |
| 1973年（昭和48年） | 127,936        | (350.5)        |                | [ 3 ]           |                                                               |
| 1974年（昭和49年） | 155,350        | (425.6)        |                | [ 3 ]           |                                                               |
| 1975年（昭和50年） |                | 440            |                | [ 16 ] [ 注 1 ] | 以下、『七飯町史 続刊』を出典とする数値はすべて概数。         |
| 1976年（昭和51年） |                | 470            |                | [ 16 ] [ 注 1 ] |                                                               |
| 1977年（昭和52年） |                | 470            |                | [ 16 ] [ 注 1 ] |                                                               |
| 1978年（昭和53年） |                | 448            |                | [ 17 ]          |                                                               |
| 1979年（昭和54年） |                | 450            |                | [ 16 ] [ 注 2 ] |                                                               |
| 1980年（昭和55年） |                | 440            |                | [ 16 ] [ 注 2 ] |                                                               |
| 1981年（昭和56年） |                | 440            |                | [ 16 ] [ 注 2 ] |                                                               |
| 1982年（昭和57年） |                | 420            |                | [ 16 ] [ 注 2 ] |                                                               |
| 1983年（昭和58年） |                | 420            |                | [ 16 ] [ 注 2 ] |                                                               |
| 1984年（昭和59年） |                | 400            |                | [ 16 ] [ 注 2 ] |                                                               |
| 1985年（昭和60年） |                | 400            |                | [ 16 ] [ 注 2 ] |                                                               |
| 1986年（昭和61年） |                | 390            |                | [ 16 ] [ 注 2 ] |                                                               |
| 1988年（昭和63年） |                | 190            |                | [ 16 ] [ 注 2 ] |                                                               |
| 1989年（平成元年） |                | 170            |                | [ 16 ] [ 注 2 ] |                                                               |
| 1990年（平成02年） |                | 170            |                | [ 16 ] [ 注 2 ] |                                                               |
| 1992年（平成04年） |                | 260            |                | [ 16 ] [ 注 2 ] | 1日平均乗降客数334人≒1日平均乗車人員167人とするデータもあり。 |
| 1993年（平成05年） |                | 240            |                | [ 16 ] [ 注 2 ] |                                                               |
| 1994年（平成06年） |                | 220            |                | [ 16 ] [ 注 2 ] |                                                               |
| 1995年（平成07年） |                | 160            |                | [ 16 ] [ 注 2 ] |                                                               |
| 1996年（平成08年） |                | 140            |                | [ 16 ] [ 注 2 ] |                                                               |
| 1997年（平成09年） |                | 120            |                | [ 16 ] [ 注 2 ] |                                                               |
| 1998年（平成10年） |                | 110            |                | [ 16 ] [ 注 2 ] |                                                               |
| 1999年（平成11年） |                | 110            |                | [ 16 ] [ 注 2 ] |                                                               |
| 2017年（平成29年） |                |                | 136.2          | [ 19 ]          |                                                               |
| 2018年（平成30年） |                |                | 129.2          | [ 20 ]          |                                                               |

## 駅周辺

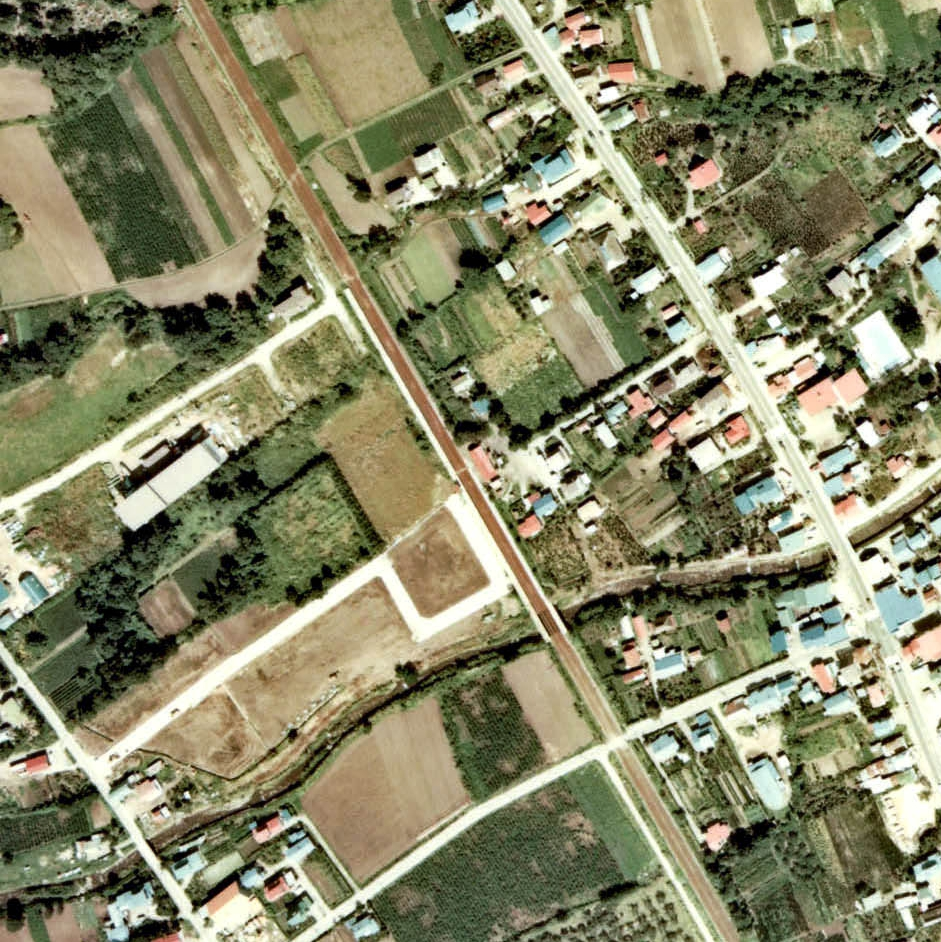
1976年の大中山駅と周囲約500m範囲。下が函館方面。

- 国道5号 -  桔梗駅付近から七飯駅まで続く赤松並木が有名で「赤松街道」と呼ばれ[21]、日本の道百選である
- 七飯大川インターチェンジ -  函館新道
- 七飯町役場大中山出張所
- 函館中央警察署七飯南駐在所
- 大中山郵便局
- 新函館農業協同組合（JA新はこだて）大中山支店
- 七飯町立大中山小学校
- 七飯町立大中山中学校
- 株式会社ジェイデバイス函館地区（旧：ルネサス北日本セミコンダクタ本社・函館工場 -  ルネサスエレクトロニクス子会社）
- 七飯町健康センターアップル温泉-当駅から徒歩約15分
- 横津岳登山口
- 横津岳国際スキー場跡
- 函館バス「大中山」、大沼交通「大中山バス停前」停留所[22][23]

## 隣の駅
北海道旅客鉄道（JR北海道）
■函館本線

桔梗駅 (H73) -  大中山駅 (H72) -  七飯駅 (H71)